# Соколов Олексій Геннадійович
Олексій Геннадійович Соколов (нар. 10 червня 1911, Москва, Російська імперія — пом. 29 вересня 1979, Москва, СРСР) — радянський футболіст та тренер, виступав на позиції нападника.

## Кар'єра гравця
Вихованець футбольного гуртка при Фабриці імені Бабаєва (Москва). Футбольну кар'єру розпочав у 1927 році в дорослій команді при цій же фабриці. У 1928—1930 роках захищав кольори московської «Геофізики». На початку 1933 року став гравцем «Електрозаводу» (Москва). Влітку 1935 року прийняв запрошення від москвоського клубу «Казанка», який незабаром змінив назву на «Локомотив». У 1938 році перейшов до «Спартака» (Москва). Виступав також у складі збірної Москви (1938—1940). Учасник матчів зі збірною Басконії. У роки німецько-радянської війни грав у клубі «Зеніт» (Москва). У 1948 році перейшов до «Торпедо» (Горький), де також допомагав тренувати команду. У 1949 році у клубі «Спартак» (Мінськ) поєднував функції гравця та тренера. У 1950 році завершив кар'єру футболіста у клубі «Спартак» (Кімри), де був граючим тренером команди. У чемпіонатах СРСР провів 142 матчі, відзначився 56 голами.

## Кар'єра тренера
Ще будучи гравцем розпочав тренерську діяльність. З 1948 по 1950 рік суміщав функції гравця та тренера в командах «Торпедо» (Горький), «Спартак» (Мінськ) та «Спартак» (Кімри). Влітку 1950 року очолив «Спартак» (Ашгабат), який тренував до 1951 року. Потім тренував клуби «Хімік» (Дніпродзержинськ) (1955), «Спартак» (Уфа), «Металург» (Боровичі), «Спартак» (Казань), «Спартак» (Ставрополь), «Спартак» (Станіслав) (січня по липень 1960), СКФ (Севастополь) (1962), «Спартак» (Рязань) (1963), «Спартак» (Саранськ) (з 1964 по липень 1965), «Авангард» (Коломна) (з серпня 1965 по 1966), «Шахтар» (Кумертау) (1968), «Динамо» (Цілиноград) (з червня 1969 по травень 1970) та «Спартак» (Йошкар-Ола) (1972).
Помер в Москві 29 вересня 1979 у віці 68 років.

## Досягнення
«Спартак» (Москва)
- Чемпіонат СРСР
  -  Чемпіон (2): 1938, 1939
  -  Бронзовий призер (1): 1940

- Кубок СРСР
  -  Володар (5): 1936, 1938, 1939, 1946, 1947

### Індивідуальні
- У Списку 55 найкращих футболістів сезону в СРСР: №2 (1938)

### Відзнаки
- Заслужений майстер спорту СРСР